# Вулька (Коросненський повіт)
Вулька (пол. Wólka) — село в Польщі, у гміні Риманів Коросненського повіту Підкарпатського воєводства.